# 拉厄耳忒斯

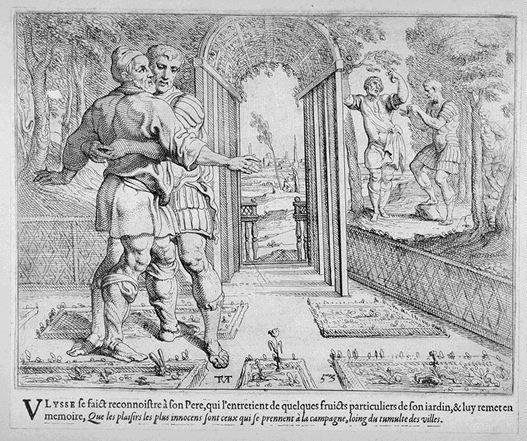
奧德修斯在返回伊薩卡時遇見了他的父親拉爾特斯

拉厄耳忒斯（希臘語：Λαέρτης）是希腊神话《奥德赛》中的人物，是宙斯之孙，阿耳喀西俄斯之子，伊萨卡的国王，安提克勒婭的丈夫，奥德修斯与克提墨的父亲，佩涅罗珀的公公。